# مكتب إحصائيات وزارة العدل

ختم وزارة العدل الأمريكية في الولايات المتحدة.

مكتب الولايات المتحدة لإحصائيات وزارة العدل (بالإنجليزية:Bureau of Justice Statistics) هي وكالة حكومية اتحادية تابعة لوزارة العدل في الولايات المتحدة والوكالة الرئيسية للنظام الإحصائي الاتحادي الأمريكي. تأسست في 27 ديسمبر عام 1979، يقوم المكتب بجمع وتحليل ونشر البيانات المتعلقة بالجريمة في الولايات المتحدة. تقوم الوكالة بنشر البيانات الإحصائية المتعلقة التي تم جمعها من ما يقرب من خمسين ألف وكاله والتي تتبع نظام العدالة الأمريكي على موقعها على الإنترنت.

## روابط خارجية
الموقع الرسمي